# Alin Mituța
Alin Mituța (n. 24 mai 1984, Novaci, România) este un politician român care a fost deputat în Parlamentul European în legislatura a IX-a. Este membru al partidului  REPER. 

## Studii și activitate profesională
A obținut un master în afaceri europene la Sciences Po Paris (2009), o licență în științe politice la Universitatea Paris X (2007) și o licență în relații internaționale și studii europene la Școala Națională de Studii Politice și Administrative (2007). După terminarea studiilor a devenit funcționar european. Este cofondator și fost director al Europuls - Centrul de Expertiză Europeană. 

## Activitate politică
În 2016 a fost secretar de stat și director de cabinet al Prim Ministrului Dacian Cioloș. A fost cofondator al Platformei România 100 și al Mișcării România Împreuna care au dus la crearea PLUS, fiind membru al Biroului Național al acestuia.
În 2019 a candidat la alegerile pentru Parlamentul European pe lista Alianței USR PLUS.
În Parlamentul European, este afiliat grupului Renew Europe și este membru al comisiilor pentru control bugetar (CONT), agricultură și dezvoltare rurală (AGRI) și membru supleant al comisiilor pentru afaceri constituționale (AFCO), dezvoltare regională (REGI), ocuparea forței de muncă și afaceri sociale (EMPL) și combaterea cancerului (BECA). De asemenea, este membru al delegației la Comisia parlamentară de asociere UE-Moldova (D-MD) și membru supleant al delegației la Adunarea parlamentară Euronest (DEPA). 